# جائزة موناكو الكبرى 1971
جائزة موناكو الكبرى 1971 هو سباق فورمولا 1 أقيم بتاريخ 23 مايو 1971 في حلبة موناكو، مونت كارلو. كان الثالث من أصل 11 في بطولة العالم لسباقات الفورمولا واحد موسم 1971. حلّ البريطاني جاكي ستيورات أولا.